# كلية (فلم 1927)
كلية (بالإنجليزية: College) هو فيلم كوميدي صامت أخرجه جيمس دبليو هورن وباستر كيتون، وبطولة باستر كيتون وآن كورنوال وهارولد جودوين.

## طاقم التمثيل
- باستر كيتون - رونالد
- آن كورنوال - ماري هاينز
- هارولد جودوين - جيف
- فلورا براملي - صديقة ماري
- سنيتز إدواردز - دين إدواردز
- فلورنس تيرنر - والدة رونالد

## وصلات خارجية
- كلية على موقع IMDb (الإنجليزية)
- كلية على موقع روتن توميتوز (الإنجليزية)
- كلية على موقع نتفليكس (الإنجليزية)
- كلية على موقع ألو سيني (الفرنسية)
- كلية على موقع أول موفي (الإنجليزية)
- كلية على موقع فيلمافينيتي (الإسبانية)
- كلية على موقع قاعدة بيانات الفيلم (الإنجليزية)
- كلية على موقع ليتربوكسد (الإنجليزية)
- كلية على موقع كينوبويسك (الروسية)
- كلية متوفر للتحميل المجاني على أرشيف الإنترنت